# Lykabas (Pirat)
Lykabas (altgriechisch Λυκάβας Lykábas)  ist eine Gestalt der griechischen Mythologie.
Da er seine tuskische Heimat aufgrund eines Mordes verlassen musste, heuerte er auf einem tyrrhenischen Piratenschiff unter Führung des Steuermanns Akoites an. An Bord entwickelte er sich zu einem der wildesten der Piraten, der sogar Akoites misshandelte, würgte und über Bord zu werfen drohte. Nachdem die Mannschaft auf Chios den schlafenden und noch knabenhaften Dionysos entführt hatte, versprach sie dem unerkannten Gott, ihn nach Naxos überzusetzen – ein Versprechen, das sie jedoch nicht einzuhalten gedachte. Da gab sich Dionysos zu erkennen, umschlang Schiff und Ruder mit Efeu und verwandelte die Mannschaft samt Lykabas in Delphine. Nur Akoites wurde verschont, da er sich an dem Verbrechen gegen den Gott nicht beteiligt hatte.